# Bathalaa (Baa-atol)
Bathalaa (Baa-atol) is een van de onbewoonde eilanden van het Baa-atol behorende tot de Maldiven. Het eiland ligt in het noorden van het atol, tussen de eilanden Gaagandufaruhuraa en Vinaneih-faruhuraa.